# Necropoli di Ornavasso
La necropoli di Ornavasso è un sito archeologico situato alla periferia di Ornavasso. Si divide nelle due località di San Bernardo e di In Persona, situate ciascuna sui lati opposti della strada che da Ornavasso conduce a Domodossola. Si trova all'interno del Parco nazionale della Val Grande.
Sono state rinvenute complessivamente 345 tombe (180 a San Bernardo e 165 a In Persona) appartenenti alla civiltà dei Leponzi (già influenzata dal contatto con i Romani) e risalenti ad un periodo che va dal II secolo a.C. al I secolo.

## Storia
Nell'agosto del 1890 durante i lavori di consolidamento della ferrovia Novara-Gozzano-Domodossola furono rinvenuti nei pressi dell'oratorio di San Bernardo i primi reperti, che inizialmente gli operai della ferrovia in parte misero in vendita e in parte distrussero. Venuto a conoscenza della scoperta Febo Bottini, incaricato dal ministero di controllare tutti i ritrovamenti del circondario di Pallanza, intervenne fermando i lavori (che furono spostati più a nord) e raccogliendo il materiale già ritrovato che venne immagazzinato nella casa di Enrico Bianchetti (forse già presente con Bottini agli scavi). 
Bianchetti si interessò all'impresa, con l'aiuto di Bottini ottenne dal Prefetto l'autorizzazione ad effettuare scavi regolari e negoziò privatamente con i proprietari dei fondi l'autorizzazione ad effettuare scavi regolari e a trattenere il materiale che fosse stato eventualmente rilevato. A settembre iniziarono gli scavi, subito interrotti per l'arrivo della stagione delle piogge e ripresi nella primavera successiva. Sempre nel 1892 iniziarono anche gli scavi nella località di In Persona.
Il ministero, informato degli scavi nel 1892, confermò la fiducia nel lavoro di Bianchetti e incaricò il professore Ermanno Ferrero di effettuare un controllo sui lavori. Ferrero, impegnato in una campagna di scavi al Gran San Bernardo rispose che al termine di questa si sarebbe recato a visitare gli scavi di Ornavasso, ma che comunque li aveva già visitati e incoraggiò il Bianchetti a presentare una relazione preliminare dei risultati degli scavi. Una prima relazione del Bianchetti sugli scavi di San Bernardo fu pubblicata sul numero di settembre 1892 di Notizie degli scavi.
I pezzi ritrovati vennero puliti e restaurati in un laboratorio attrezzato nei magazzini della casa di Bianchetti, i frammenti vennero ricomposti usando caseina, sostituendo piccoli pezzi mancanti con gesso. Le spade furono rinforzate con tela e polvere di ferro. Apparentemente i frammenti non identificabili non vennero conservati ed eliminati. Lo studioso Marco Bortolone fu critico sull'uso di certe procedure di restauro troppo approssimative o aggressive, che ritenne avrebbero potuto danneggiare i reperti.
Un museo per mostrare i reperti fu allestito nei saloni del palazzo Bianchetti. Alla morte di Bianchetti nel 1895 il figlio donò parte di essi alla Fondazione Galletti, che per un lungo periodo li espose a Palazzo Silva a Domodossola, per essere quindi inviati alla soprintendenza di Torino. Nel 1961 il resto della collezione venne acquistata da Vittorio Tonolli e donata e trasferita al Museo del Paesaggio dove venne esposta a Palazzo Viani Dugnani a Pallanza. Nel 2016 la collezione venne nuovamente trasferita ad Ornavasso dove trovò posto al piano terreno del palazzo municipale in cui fu costituita la Sezione archeologica Enrico Bianchetti del Museo del paesaggio.
Enrico Bianchetti morì senza aver completato la relazione sulla necropoli, che venne completata nelle ultime pagine e rivista da Ermanno Ferrero, che la fece pubblicare nel 1895, lo stesso anno.

## Gli studi
La scoperta della necropoli avvenne in un periodo in cui erano agli inizi gli scavi archeologici riguardanti le popolazioni galliche, fino ad allora note solo attraverso le fonti testuali. La notizia della scoperta suscitò interesse degli studiosi in tutta Europa, per l'accuratezza con cui era stato condotto lo scavo, le numerose tavole fotografiche dei materiali ritrovati, la ricchezza dei corredi e il numero di tombe.